# 모잠비크관박쥐
모잠비크관박쥐(Rhinolophus mossambicus)는 관박쥐과에 속하는 박쥐의 일종이다. 아프리카 남부 지역에 분포한다.

## 특징
중간 크기의 박쥐로 전완장은 60~65mm, 귀 길이는 28~37mm이다. 상체는 갈색과 회색이고, 하체는 약간 연한 색을 띤다.

## 분포 및 서식지
모잠비크와 짐바브웨 북서부 지역에서 흔하게 발견된다. 모잠비크의 해발 60~500m, 짐바브웨의 해방 1,000m 고도의 사바나 지역에서 서식한다.